# Zelandotipula perlongistyla
Zelandotipula perlongistyla är en tvåvingeart som beskrevs av Alexander 1980. Zelandotipula perlongistyla ingår i släktet Zelandotipula och familjen storharkrankar.
Artens utbredningsområde är Ecuador. Inga underarter finns listade i Catalogue of Life.